# Bougainvillea glabra
Bougainvillea glabra är en underblomsväxtart som beskrevs av Jacques Denys Denis Choisy. 
Bougainvillea glabra ingår i släktet Bougainvillea och familjen underblomsväxter. Blomman är gräddvit på insidan och grönvit på utsidan.

## Underarter
Arten delas in i följande underarter:
- B. g. alba
- B. g. brachycarpa
- B. g. pomacea

## Bildgalleri

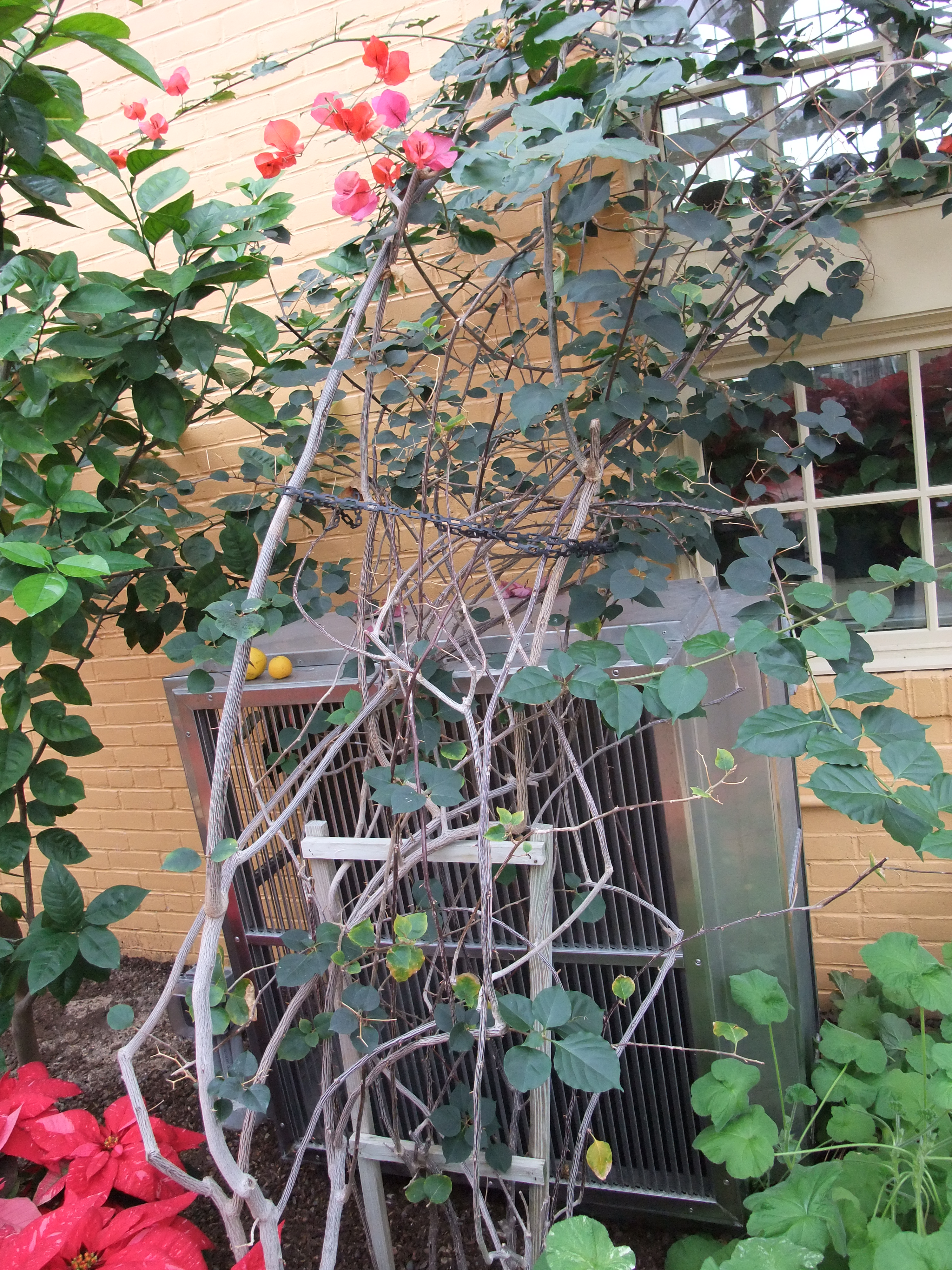
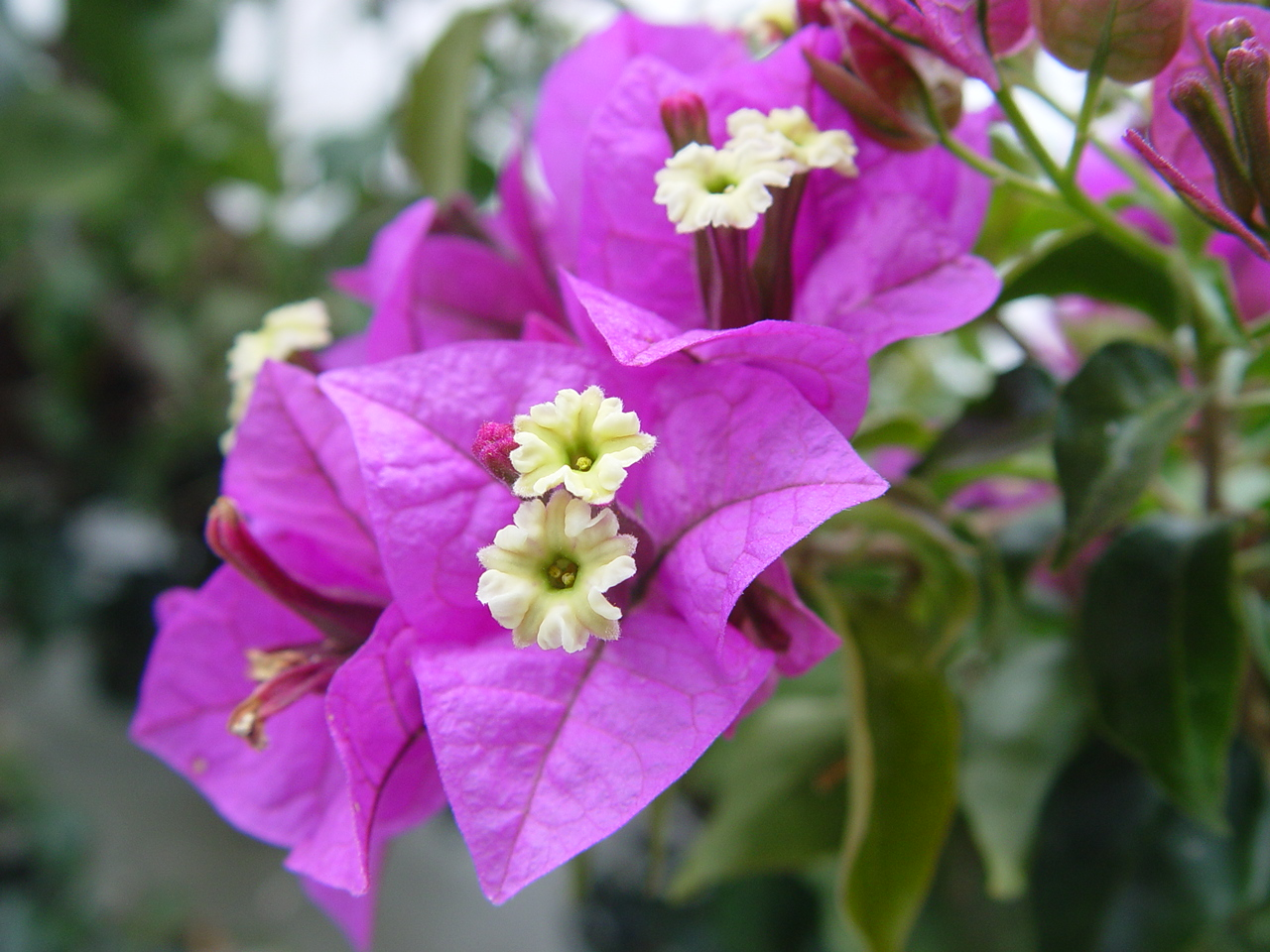
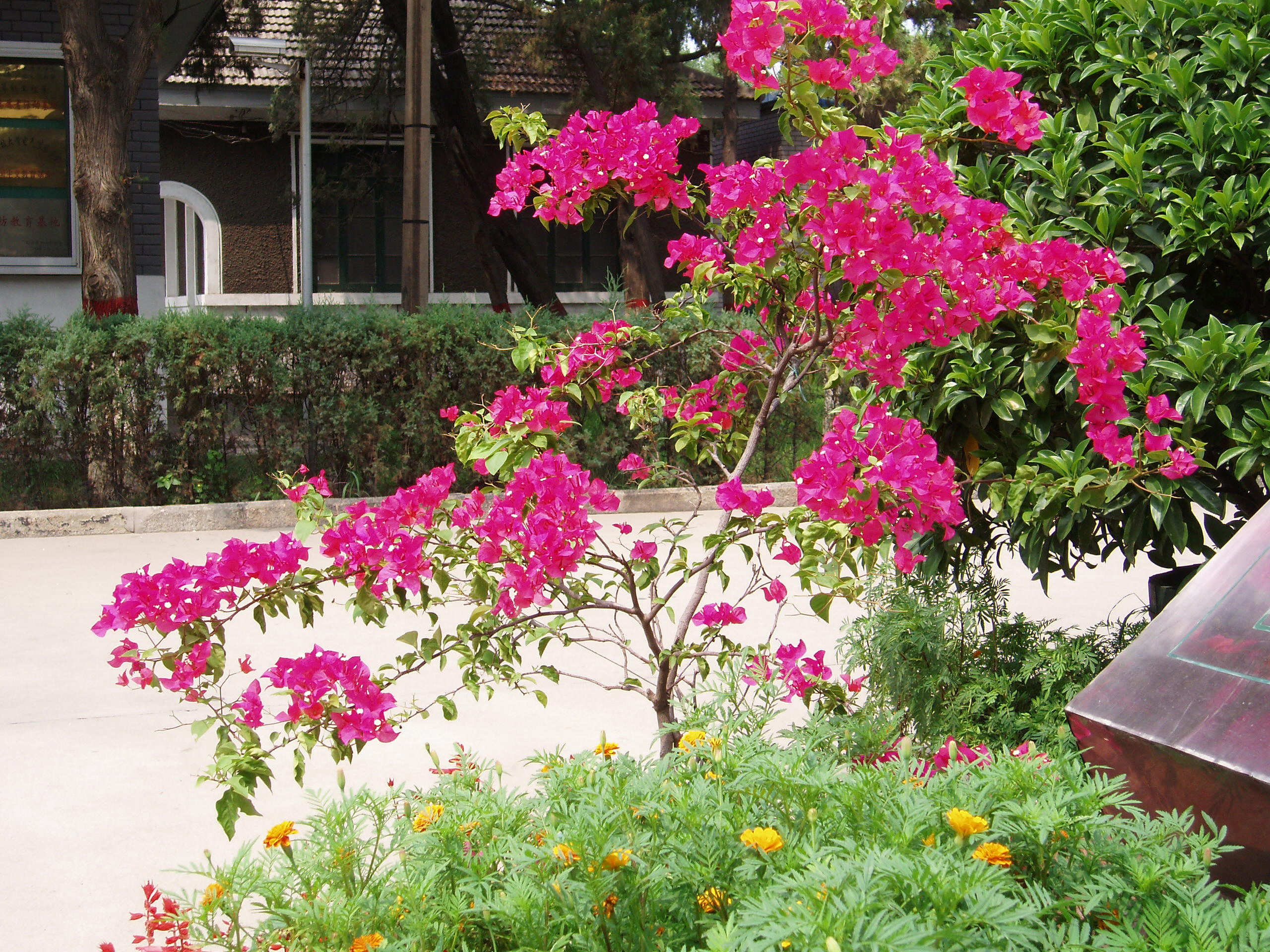
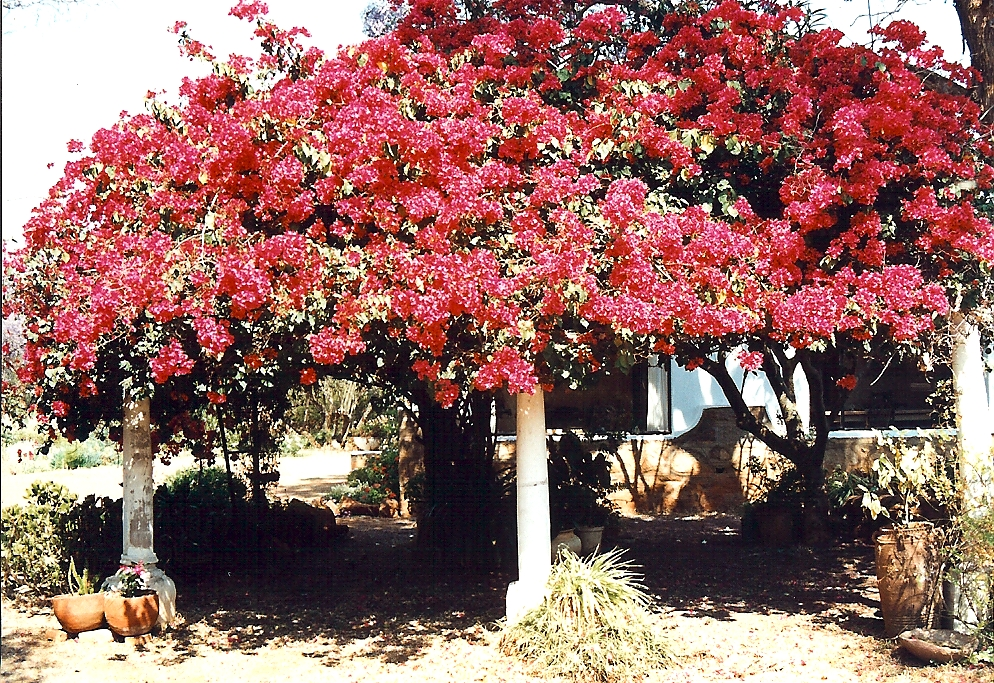
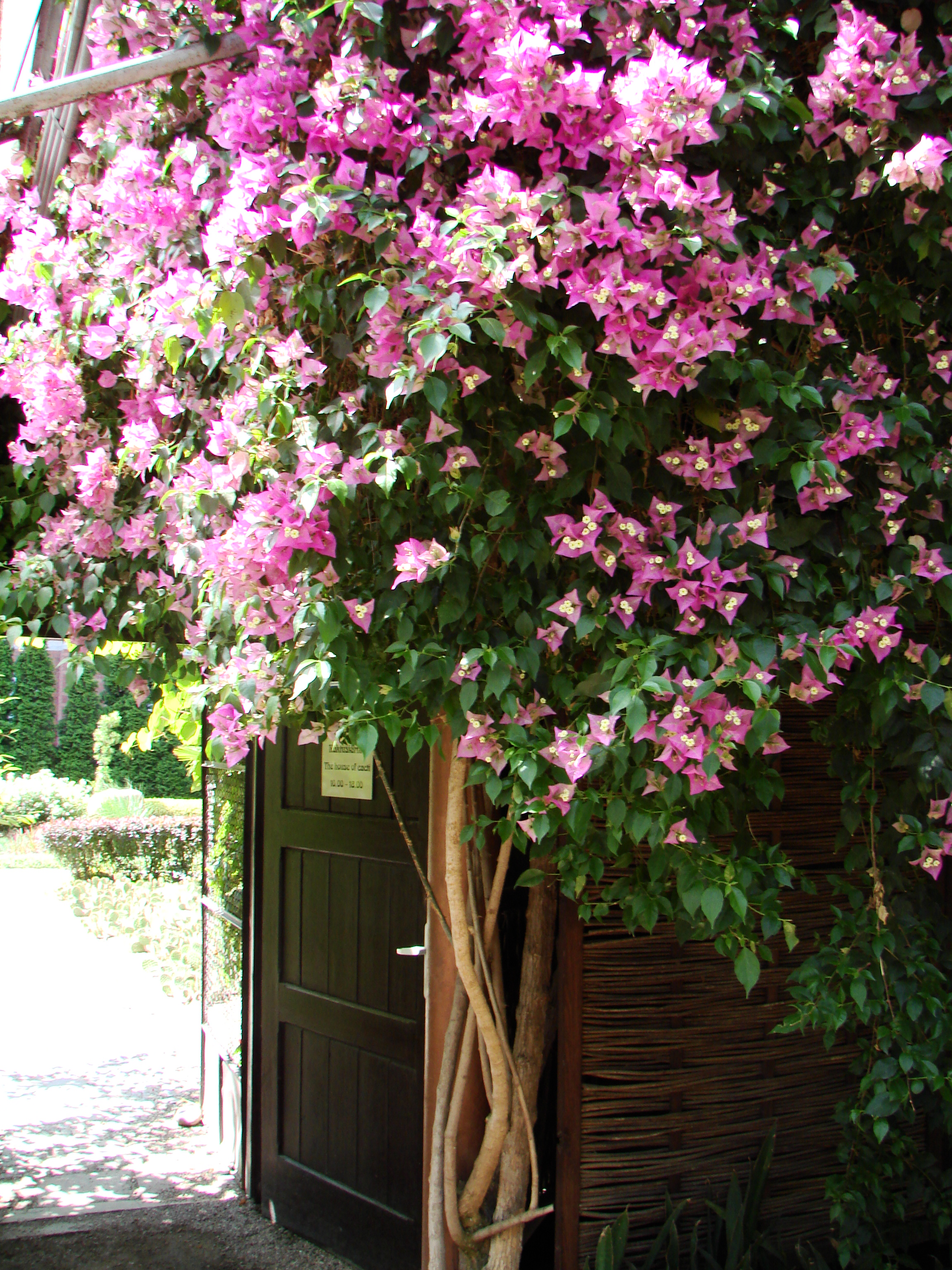
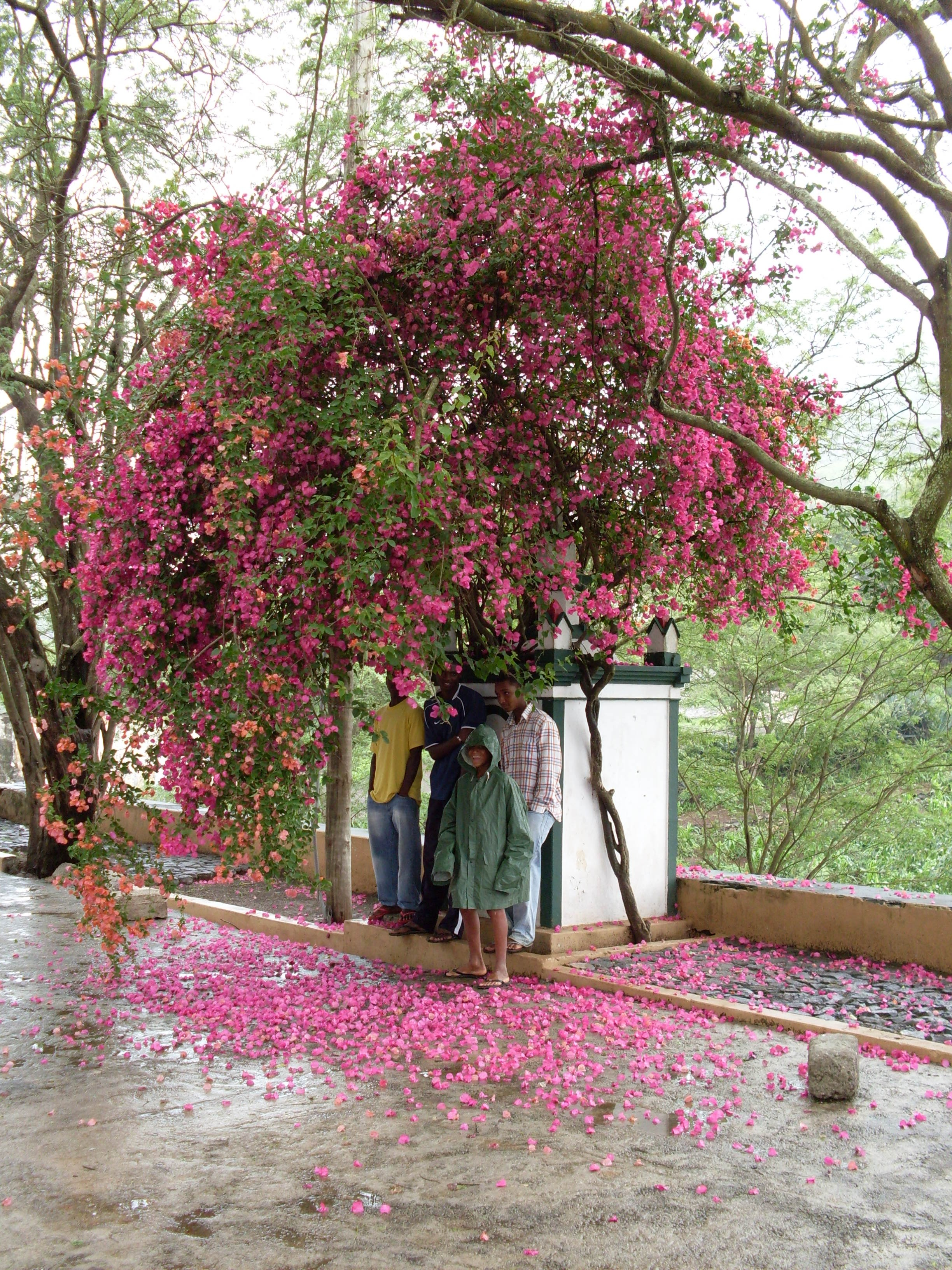